# 네가 떨어뜨린 푸른 하늘
《네가 떨어뜨린 푸른 하늘》(일본어: 君が落とした青空, 영어: The Blue Skies at Your Feet)는 2022년에 개봉한 일본의 SF, 로맨스 영화이다.
 유키 사이토가 감독을 카노메 케이코가 각본을 맡았다.
 일본은 2022년 2월 18일에 대한민국은 2023년 2월 8일에 개봉되었다.

## 줄거리
날씨가 맑고 푸른 하늘에서 매월 1일마다 영화를 보기로 약속한 미유와 슈아

2년이 지나고 다시금 돌아온 1일에 영화를 보러 간 미유와 슈야는

갑자스런 전화를 받은 슈야는 미안하다며 약속을 지키지 못하게 되는데

잠시 후 슈야에게 걸려온 전화를 받은 미유는 시계탑에서 만나기로 약속하지만

세계탑 앞 도로에서 난 교통사고로 인해 같은 날을 반복하게 된 미유는...

## 출연진

### 주연
- 후쿠모토 리코 - 미즈노 미유 역
- 마츠다 겐타 - 시노하라 슈야 역

### 조연
- 이타가키 미즈키 - 모토야마 유토 역
- 요코타 마유 - 니시무라 토모카 역
- 리코 - 마루이 사키코 역
- 마츠모토 와카나 - 선생님 역
- 야시바 토시히로 - 미유 엄마 역